# Día de Santa Juana
El día de Santa Juana, conocido como el día de la tortilla, se celebra el 9 de marzo, desde el siglo XVI, para venerar a Juana Vázquez, abadesa del Monasterio de Santa Juana de la Cruz, ubicado en Cubas de la Sagra. Se trata de una fiesta popular que se conmemora en varios municipios españoles donde la gente del pueblo se reúne alejada del núcleo urbano y es común llevar una tortilla de patatas. Es tradición la peregrinación desde la ermita de Numancia de la Sagra hasta el Monasterio.

## Origen de la celebración
La Virgen María se le aparece el 9 de marzo de 1449 por cuarta vez a la niña Inés Martínez Sánchez en Cubas de la Sagra, en el mismo lugar en el que se construiría el Monasterio de María de la Cruz y, por tanto, se le atribuye a este día como el origen de la romería.
Tras la partida de Inés del convento, en mayo de 1496 ingresa Juana Vázquez Gutiérrez, quien, a la edad de 15 años, decide consagrarse a Dios para evitar un matrimonio concertado. Su profesión y labor religiosa en el Monasterio la llevaron a ser nombrada Madre Abadesa a los 28 años, siendo reconocida como «la Santa Juana».
Durante su estancia experimenta el don de las lenguas y el carisma de la predicación, llegando a alcanzar tal popularidad con sus sermones que acuden a oírle predicar el emperador Carlos V, el cardenal Cisneros, el Gran Capitán y don Juan de Austria.
Finalmente, el 3 de mayo de 1534, fallece a sus 53 años en Cubas de la Sagra con fama de santidad, pero no es hasta noviembre de 2024, que el Papa Francisco aprueba su beatificación.
Por ello, cada año desde su fallecimiento se realiza una peregrinación desde la ermita de Numancia de la Sagra hasta el Monasterio de Santa Juana de la Cruz, anteriormente Monasterio de María de la Cruz, que recorre el camino que hizo la joven Juana huyendo de un matrimonio concertado hasta su destino como religiosa del convento.Esta celebración finaliza en la pradera de algunas localidades en la que es común llevar una tortilla de patatas, ya que coincide con el mismo día que se celebra esta típica comida española.
Sin embargo, las actividades y los lugares de celebración en honor a Santa Juana varían según la localidad, ajustándose a las tradiciones de cada municipio.

## Lugares en los que se celebra

### Provincia de Madrid
- Cubas de la Sagra. Se realiza en la pradera que rodea al Monasterio de Santa Juana de la Cruz y se lleva tortilla de patatas. Es tradición la celebración de una Misa Mayor, un rosario y una procesión en honor a Santa Juana de la Cruz. Los cuberos reconocen esta fecha como el "Día de la Tortilla".[6]
- Fuenlabrada. Se realiza, principalmente, en la pradera de Valdeserrano, aunque hay varias localizaciones. Se remonta a la época en la que los fuenlabreños se desplazaban a Cubas de la Sagra (cruzando por Valdeserrano) para venerar a Juana Vázquez. Este día, en el municipio se llevan a cabo diferentes actividades y talleres para gente de todas las edades. También es costumbre llevar tortilla de patatas.[7]
- Humanes de Madrid. Se celebra la romería del Día de Santa Juana en el Prado de la Casa.

### Provincia de Toledo
- Numancia de la Sagra. Es tradición la peregrinación a Cubas desde la ermita de Santa Juana.
- Seseña. Se realizan distintas actividades y se lleva tortilla de patatas.
- Esquivias. También es considerado el día de la tortilla.[8]